# 伝染性造血器壊死症
伝染性造血器壊死症（でんせんせいぞうけつきえししょう、英:infectious hematopoietic necrosis;IHN）とはラブドウイルス科Novirhabdovirus属に属する伝染性造血器壊死症ウイルス（infectious hematopoietic necrosis virus;IHNV）の感染を原因とするサケ科魚類の感染症。10℃前後の水温での発生が多い。水平感染、垂直感染のいずれもみられる。
症状・病理
罹患魚は狂奔的遊泳行動を示す。外部所見として体色黒化、眼球突出、腹部膨満、体側や肛門付近の筋肉内にV字状出血、腹膜、腹腔内脂肪組織、鰾に点状出血がみられる。内部所見、病理所見として血様腹水貯留、腎臓、脾臓の造血器官の壊死、骨格筋内の出血が認められる。稚魚の突然の大量死に始まり、10℃前後で魚体重0.5g以下の稚魚の場合、累積死亡率は60～100％となる。成長に伴って死亡率は低下する。
診断法
病歴や症状、解剖所見、摂取細胞におけるCPEなどによる推定診断と、分断ウイルスの中和試験と病理組織学的確認による確定診断が行われる。血清学的診断法として腎臓組織のスタンプ標本あるいは凍結切片を用いた経口抗体法や酵素抗体法、ELISA法が用いられている。ウイルス遺伝子の検出にはRT-PCRが使われ、その確認にDNAプローブが準備されている。
防除法
発眼卵のヨード剤による消毒は本病の防除に有効である。